# NGC 2420
NGC 2420 (другое обозначение — OCL 488) — рассеянное скопление в созвездии Близнецы.
Этот объект входит в число перечисленных в оригинальной редакции «Нового общего каталога».
Является густонаселённым и умеренно бедным металлами скоплением, но разные полученные значения металличности сильно различаются. У 12 красных гигантов в NGC 2420 имеется небольшой разброс в содержании элементов.